# Philippe Honoré
Cet article concerne le dessinateur de presse. Pour le violoniste, voir Philippe Honoré (violoniste).
Pour les articles homonymes, voir Honoré.
Philippe Honoré, dit simplement Honoré, né le 25 novembre 1941 à Vichy, et mort assassiné le 7 janvier 2015 à Paris, est un dessinateur de presse et illustrateur français.
Il a publié ses dessins dans de nombreux journaux et magazines. Il publie également plusieurs ouvrages. Honoré travaille pour Charlie Hebdo depuis 1992 jusqu'à son assassinat dans l'attentat contre l'hebdomadaire satirique.

## Biographie

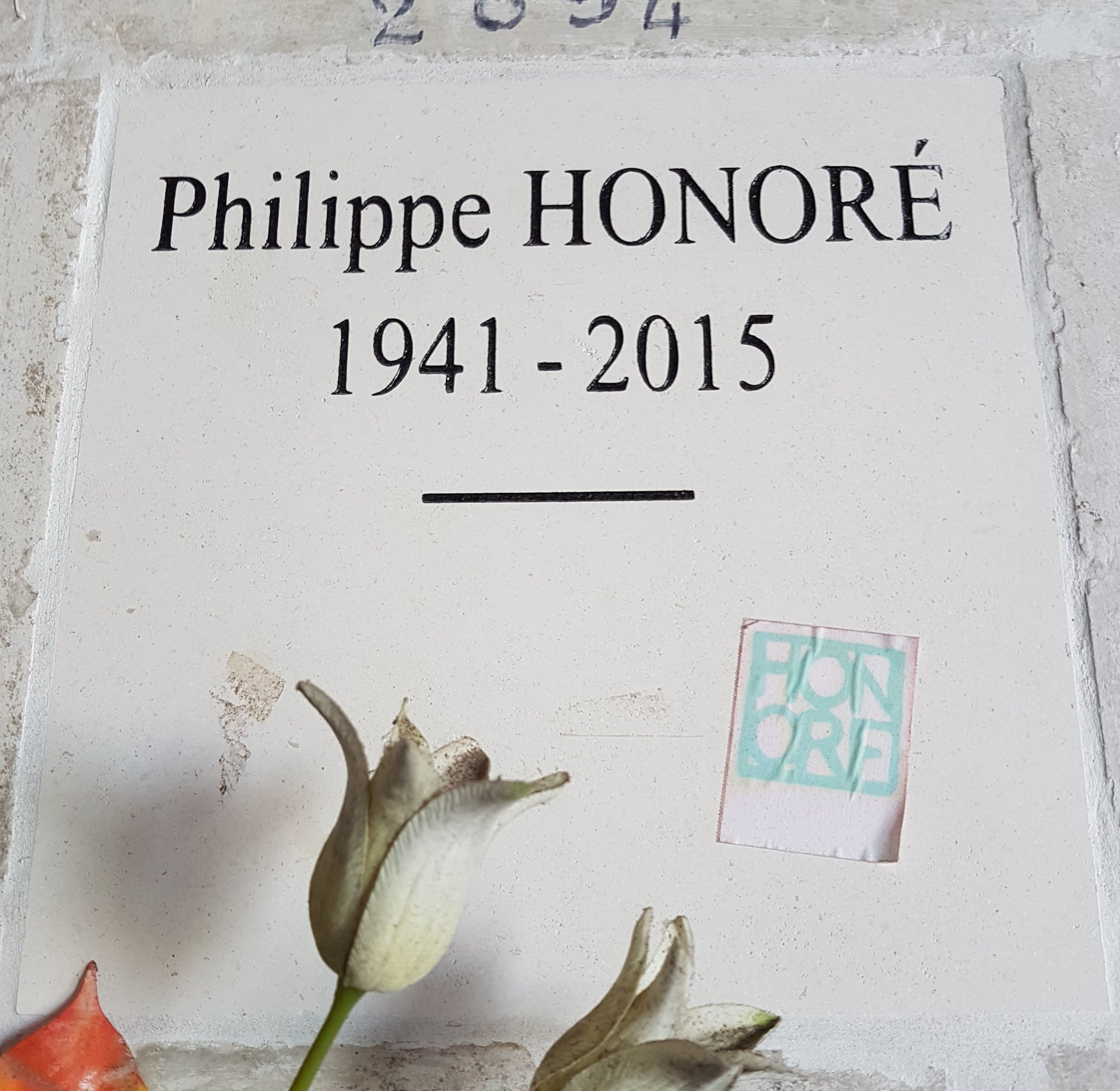
Plaque funéraire de Philippe Honoré au cimetière du Père-Lachaise (division 87, columbarium).

### Jeunesse
Né à Vichy en 1941, Philippe Honoré vit ensuite à Pau où s'est installée sa mère à la fin des années 1950. Il apprend le dessin en autodidacte et est publié pour la première fois en 1957 dans le quotidien régional Sud Ouest,. Il est employé comme dessinateur industriel par la Société nationale des gaz du Sud-Ouest.

### Carrière
Philippe Honoré mène une longue carrière dans le dessin de presse, collaborant à des dizaines de titres dont les quotidiens Le Monde et Libération, et des magazines et revues comme Hara-Kiri, Globe, La Vie ouvrière, L'Événement du jeudi, Les Inrockuptibles, Le Magazine littéraire et Lire,,. Ses rébus littéraires publiés dans Lire font l'objet de deux recueils, édités au cours des années 2000 par Arléa. Il illustre également des ouvrages, comme le Bestiaire d'Alexandre Vialatte et La Symphonie animale d'Antonio Fischetti. Honoré réalise des couvertures de livres, notamment pour la collection des « Petits Classiques » éditée par Larousse. En 2010, il fait partie des dessinateurs invités à illustrer l'édition anniversaire du Petit Larousse. Ses dessins ont été montrés à l'occasion d'expositions collectives.
En 1991, Honoré participe à la création de l'hebdomadaire satirique La Grosse Bertha et rejoint en 1992 le nouveau Charlie Hebdo et y travaille ensuite sans discontinuer.
Quelques minutes avant l'attentat du 7 janvier 2015, dans lequel Honoré trouve la mort, les comptes Twitter et Facebook de l'hebdomadaire publient en guise de vœux du nouvel an l'un de ses dessins représentant Abou Bakr al-Baghdadi, chef de l'organisation État islamique, présentant ses vœux en déclarant « et surtout la santé ! ».
Il a été crématisé et ses cendres sont placées à Paris au columbarium du cimetière du Père Lachaise (case n°2894).
Il reçoit, le 31 décembre 2015, les insignes de chevalier de la Légion d'honneur à titre posthume.
En 2016, Hélène Honoré, la fille unique du dessinateur, publie aux Éditions de La Martinière un livre réunissant les meilleurs dessins de son père sous le titre « Petite anthologie du dessin politique ».

## Style
Honoré développe un style très différent de celui de ses confrères de Charlie Hebdo,. Il privilégie les ambiances sombres, un trait épais et le noir et blanc, rappelant parfois les gravures sur bois dans la lignée de celles de Félix Vallotton,.

## Publications

### Illustrations
- Josette Larchier-Boulanger, Les Hommes du nucléaire, pour EDF / GRETS, Paris, Sodel, 1984, 16 p.
- Jean-Jérôme Bertolus, Philippe Eliakim, Éric Walther, Guide SVP de vos intérêts : Argent, consommation, famille, vie pratique, pour SVP, Paris, Jean-Pierre de Monza, 1989, 284 p.  (ISBN 2-908071-01-0).
- Laurie Laufer, Le Paquet volé : une histoire de saute-ruisseau, Paris, Turbulences, coll. « Histoires vraies », 1990, 119 p.,  (ISBN 2-7082-2745-9).
- Jean-Pierre de Monza (dir.), Guide SVP de vos intérêts : 2000 réponses utiles à vos problèmes, famille, argent…, pour SVP, Paris, Jean-Pierre de Monza, 1991, 476 p.  (ISBN 2-908071-03-7).
- Brigitte de Gastines, Jean Pierre de Monza, Guide SVP des particuliers : 2000 réponses indispensables, vie pratique, placements, loisirs, démarches…, pour SVP, Paris, SVP, 1994, 480 p.  (ISBN 2-909661-03-2).
- Alexandre Vialatte, Bestiaire, textes choisis par Michaël Lainé, Paris, Arléa, 2002, 116 p.  (ISBN 2-86959-555-7); rééd. Paris, Arléa, 2007, coll. « Arléa-poche » (no 111), 258 p.,  (ISBN 978-2-86959-776-1).
- Antonio Fischetti, La Symphonie animale : comment les bêtes utilisent le son, Paris, Vuibert et Issy-les-Moulineaux, Arte, 2007, 142 p., avec un DVD  (ISBN 978-2-7117-7145-5).
- Le Petit Larousse illustré 2010, Paris, 2009, Larousse,  (ISBN 978-2-03-584078-3).
- Will Cuppy, Comment attirer le wombat, Wombat, 2012, 192 p.  (ISBN 2-91918-619-1).

### Albums
- Honoré, Paris, Éd. Un bon dessin vaut mieux qu'un long discours, 1985, 32 p.
- Recueils des rébus publiés dans Lire, Paris, Arléa :
  - Cent rébus littéraires avec leurs questions-devinettes et leurs solutions, 2001, 200 p.  (ISBN 2-86959-557-3).
  - Vingt-cinq rébus littéraires en cartes postales, 4 × 25 cartes postales : Livret 1, 2003  (ISBN 2-86959-639-1), Livret 2, 2003  (ISBN 2-86959-640-5), Livret 3, 2003  (ISBN 2-86959-641-3), Livret 4, 2003  (ISBN 2-86959-642-1) ;
  - Cent nouveaux rébus littéraires avec leurs questions-devinettes et leurs solutions, 2006, 205 p.  (ISBN 2-86959-753-3).
- Je hais les petites phrases, Éd. Les Échappés, 2011, 112 p.,  (ISBN 2-35766-046-5).

### Bande dessinée
- Ouvert le jour et la nuit, textes de Rufus, Paris, Glénat, coll. « Carton noir », 1995, 48 p.,  (ISBN 2-7234-1826-X).

### Rétrospective
- Honoré (préf. François Morel et Hélène Honoré), Petite anthologie du dessin politique, Paris, Éditions de La Martinière, 2016, 288 p. (ISBN 978-2-7324-7790-9)